# 이븐아이
이븐아이는 (주)이븐아이에서 개발한 게임업계 취업 컨설팅 및 강의 서비스를 제공하는 회사이다.

## 개요
이븐아이(이븐아이겜설팅)는 게임업계에 취업을 원하는 사람들에게 취업 컨설팅, 온라인 강의, 온라인 스터디 등을 제공하는 기업이다.

스펙이 없어도, 문과생이어도, 심지어 나도(Even I) 라는 뜻에서 이븐아이라 지어졌고, 실제로 이븐아이 대표(이브니)가 게임업계 대기업 출신이며, 주변 지인들의 취업을 도와주며 스터디를 운영하던 것이 발전하여 회사가 되었다.
수강생을 가르치는 컨설턴트들이 게임업계 전, 현직자라는 점에서 국내 최초 게임업계 현직자 1:1 취업과외컨설팅이라 한다.
일대일 취업컨설팅 외에도 게임개발 부트캠프형식의 '게임톤', 합격생들의 인터뷰와 조언을 들을 수 있는 '월간이븐아이'등이 진행되고 있다.